# Nationalratswahlkreis Bern-Jura
Der Nationalratswahlkreis Bern-Jura war ein Wahlkreis bei Wahlen in den Schweizer Nationalrat. Er bestand von 1848 bis 1890 und umfasste den nördlichen, überwiegend französischsprachigen Teil des Kantons Bern.

## Wahlverfahren
Hierbei handelte es sich um einen Pluralwahlkreis. Dies bedeutet, dass zwar mehrere Sitze zu verteilen waren, jedoch das Majorzwahlrecht zur Anwendung gelangte. Im Sinne der romanischen Mehrheitswahl benötigte ein Kandidat die absolute Mehrheit der Stimmen, um gewählt zu werden. Zur Verteilung aller Sitze waren unter Umständen mehrere Wahlgänge notwendig. Jeder Wähler hatte so viele Stimmen, wie Sitze zu vergeben waren.

## Bezeichnung und Sitzzahl
Bern-Jura ist eine inoffizielle geographische Bezeichnung. Im amtlichen Gebrauch üblich war eine über die gesamte Schweiz angewendete fortlaufende Nummerierung, geordnet nach der Reihenfolge der Kantone in der schweizerischen Bundesverfassung. Bern-Jura trug stets die Nummer 10.
Aufgrund der steigenden Bevölkerungszahl erhielt Bern-Jura bei Wahlkreisrevisionen mehrmals eine höhere Anzahl Sitze zugesprochen.
- 1848: 3 Sitze
- 1851 bis 1869: 4 Sitze
- ab 1872: 5 Sitze

## Ausdehnung

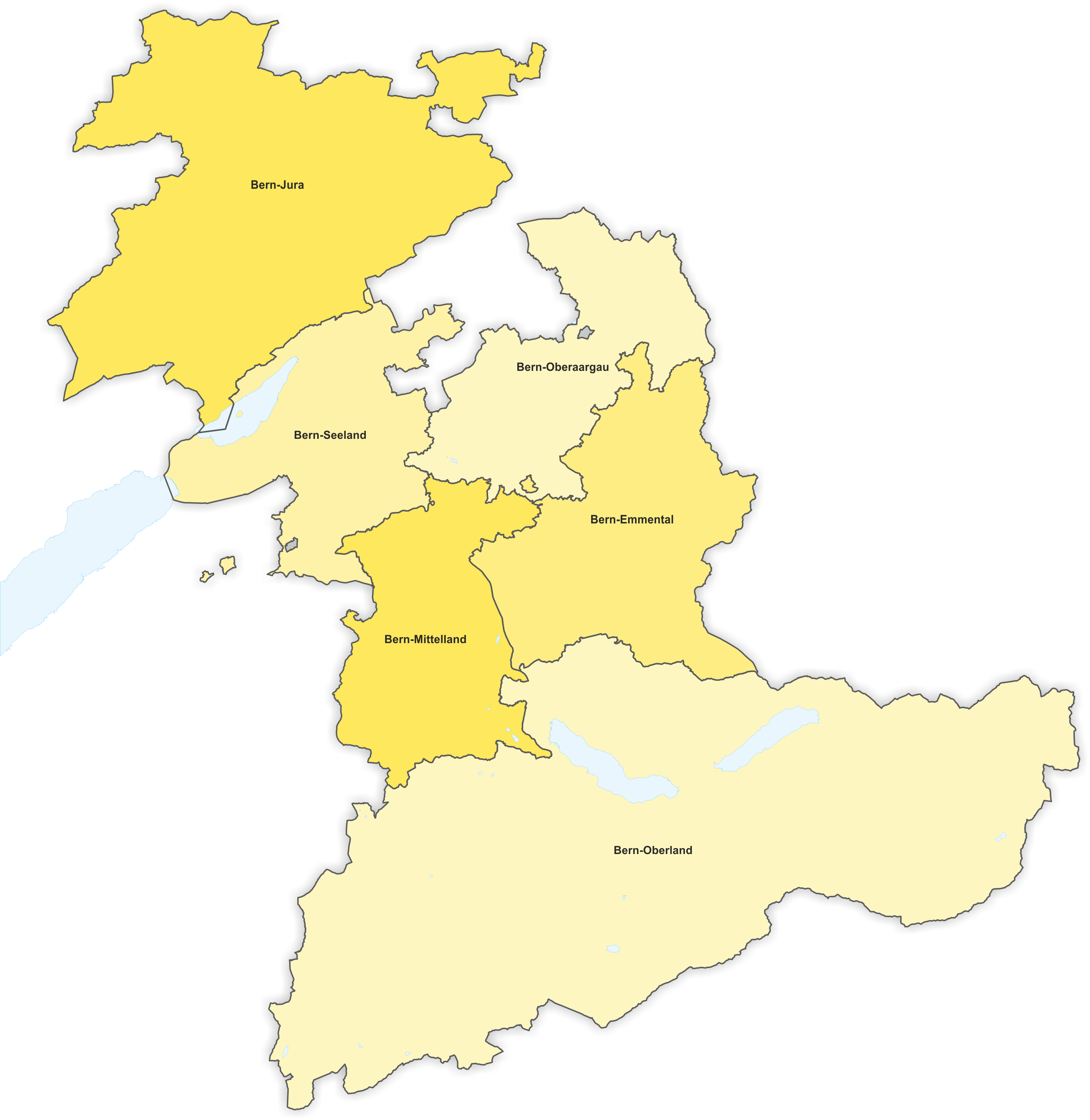
Wahlkreise Kanton Bern 1848–1872

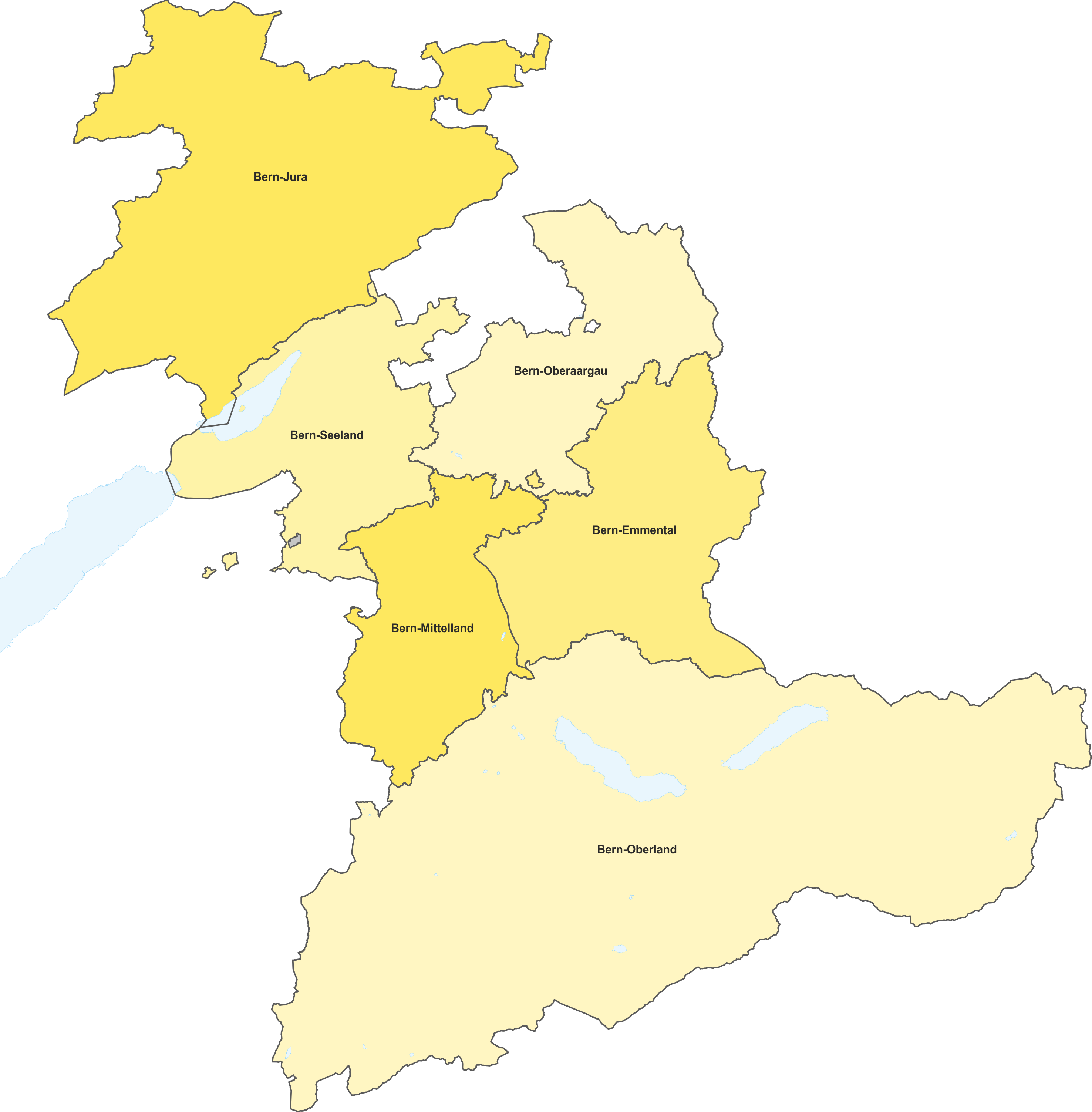
Wahlkreise Kanton Bern 1872–1890

Das Gebiet des Wahlkreises wurde am 21. Dezember 1850 mit dem «Bundesgesetz betreffend die Wahl der Mitglieder des Nationalrathes» erstmals verbindlich festgelegt, wobei man den bereits 1848 von der Berner Kantonsregierung geschaffenen Wahlkreis unverändert übernahm. Er umfasste:
- den Amtsbezirk Courtelary
- den Amtsbezirk Delémont
- den Amtsbezirk Franches-Montagnes
- den Amtsbezirk La Neuveville
- den Amtsbezirk Laufen
- den Amtsbezirk Moutier
- den Amtsbezirk Porrentruy

Mit dem «Bundesgesetz betreffend die Wahlen in den Nationalrat» vom 20. Juni 1890 wurde Bern-Jura in die Wahlkreise Bern-Nordjura und Bern-Südjura aufgeteilt.

## Nationalräte
- G = Gesamterneuerungswahl
- E = Ersatzwahl bei Vakanzen

| Datum                 | Wahl | Gewählte | Gewählte                                                                                   | Partei |
| --------------------- | ---- | -------- | ------------------------------------------------------------------------------------------ | ------ |
| 08.10.1848 22.10.1848 | G    |          | Cyprien Revel, Xavier Stockmar                                                             | FL     |
| 08.10.1848 22.10.1848 | G    |          | Xavier Péquignot                                                                           | LM     |
|                       |      |          |                                                                                            |        |
| 28.10.1851            | G    |          | Auguste Moschard                                                                           | ER     |
| 28.10.1851            | G    |          | Pierre-Ignace Aubry, Xavier Elsässer, Charles Moreau                                       | KK     |
|                       |      |          |                                                                                            |        |
| 04.05.1854            | E    |          | Paul Migy                                                                                  | FL     |
|                       |      |          |                                                                                            |        |
| 29.10.1854 12.11.1854 | G    |          | Édouard Carlin, Paul Migy, Cyprien Revel, Xavier Stockmar                                  | FL     |
|                       |      |          |                                                                                            |        |
| 25.10.1857            | G    |          | Édouard Carlin, Paul Migy, Cyprien Revel, Xavier Stockmar                                  | FL     |
|                       |      |          |                                                                                            |        |
| 28.10.1860            | G    |          | Édouard Carlin, Paul Migy, Cyprien Revel, Xavier Stockmar                                  | FL     |
|                       |      |          |                                                                                            |        |
| 26.10.1863            | G    |          | Édouard Carlin, Paul Migy, Cyprien Revel, Xavier Stockmar                                  | FL     |
|                       |      |          |                                                                                            |        |
| 21.08.1864            | E    |          | Niklaus Kaiser                                                                             | FL     |
|                       |      |          |                                                                                            |        |
| 28.10.1866            | G    |          | Édouard Carlin, Niklaus Kaiser, Paul Migy, Cyprien Revel                                   | FL     |
|                       |      |          |                                                                                            |        |
| 31.10.1869            | G    |          | Édouard Carlin, Pierre Jolissaint, Niklaus Kaiser, Paul Migy                               | FL     |
|                       |      |          |                                                                                            |        |
| 21.08.1870            | E    |          | Auguste-Adolphe Klaye                                                                      | FL     |
|                       |      |          |                                                                                            |        |
| 27.10.1872 11.11.1872 | G    |          | Pierre Jolissaint, Niklaus Kaiser, Auguste-Adolphe Klaye, Paul Migy, Hippolyte Paulet      | FL     |
|                       |      |          |                                                                                            |        |
| 31.10.1875            | G    |          | Pierre Jolissaint, Niklaus Kaiser, Auguste-Adolphe Klaye, Paul Migy, Hippolyte Paulet      | FL     |
|                       |      |          |                                                                                            |        |
| 27.10.1878 03.11.1878 | G    |          | Abraham Boivin, Albert Morel                                                               | ER     |
| 27.10.1878 03.11.1878 | G    |          | Niklaus Kaiser, Auguste-Adolphe Klaye, Hippolyte Paulet                                    | FL     |
|                       |      |          |                                                                                            |        |
| 04.05.1879            | E    |          | Joseph Stockmar                                                                            | FL     |
|                       |      |          |                                                                                            |        |
| 30.10.1881            | G    |          | Henri Cuenat, Ernest Francillon, Niklaus Kaiser, Auguste-Adolphe Klaye, Joseph Stockmar    | FL     |
|                       |      |          |                                                                                            |        |
| 26.10.1884            | G    |          | Henri Cuenat, Ernest Francillon, Pierre Jolissaint, Auguste-Adolphe Klaye, Joseph Stockmar | FL     |
|                       |      |          |                                                                                            |        |
| 30.10.1887            | G    |          | Henri Cuenat, Ernest Francillon, Pierre Jolissaint, Auguste-Adolphe Klaye, Joseph Stockmar | FL     |